# Baltasar de Nassau
Baltasar de Nassau (Luxemburgo, 7 de enero de 2024) es un príncipe luxemburgués. Es el tercero hijo del príncipe Félix de Luxemburgo y su esposa, Claire Lademacher. Es también nieto de los grandes duques de Luxemburgo, Enrique y María Teresa. Ocupa el séptimo puesto en la línea de sucesión al trono luxemburgués.